# Les Enfants loups, Ame et Yuki
Les Enfants loups, Ame et Yuki (おおかみこどもの雨と雪, Ōkami kodomo no Ame to Yuki) est un film d'animation japonais réalisé par Mamoru Hosoda et produit par le Studio Chizu, sorti au Japon le 21 juillet 2012. Il est sorti en France le 29 août 2012.

## Synopsis
Hana (花, « Fleur »), étudiante de 19 ans, tombe amoureuse d'un étudiant solitaire qui en vient à partager ses sentiments. Il lui révèle un soir être « un Homme-loup », descendant des loups de Honshū, ce qu'Hana accepte sans difficultés. Durant deux ans, ils vivent ensemble paisiblement dans un appartement à Tokyo. Ils ont vite deux enfants : une fille, Yuki (雪, « Neige ») puis un garçon, Ame (雨, « Pluie »), qui sont hybrides comme leur père, moitié humains, moitié louveteaux. L’Homme-loup cache sa nature à tous les autres habitants de la ville et travaille comme chauffeur-livreur pour subvenir aux besoins de la famille. Mais un soir de pluie, il meurt accidentellement, renversé par un véhicule, peu après la naissance d’Ame.
Hana est abattue par le chagrin et élève seule ses deux enfants. Grâce aux maigres économies que son compagnon lui a laissées, la famille reste dans la ville. Hana rencontre rapidement des difficultés croissantes à cacher son secret et à composer avec le voisinage. Ne pouvant recevoir aucune aide extérieure pour gérer sa famille hybride car ses enfants sont capables de changer d'apparence spontanément, sans contrôle, elle s’épuise rapidement. Mise à la porte de son logement (car des voisins se sont plaints d'avoir entendu des hurlements d'animaux, alors que les bêtes sont interdites dans les logements) , elle décide d'emménager à la campagne, près d'une haute montagne, dans une maison isolée et en ruine.
Avec patience et application, Hana entreprend la restauration longue et pénible de sa maison. Les enfants sont très heureux de vivre à l'extérieur. Yuki se révèle être la plus vive et la plus volontaire, sportive, active et gloutonne, tandis qu'Ame est fragile, maladroit, réservé et a un appétit d'oiseau mais s'ouvre à la nature.
Hana cherche à cultiver les terres qui l’entourent, mais son ignorance lui vaut plusieurs déconvenues. Peu à peu, ses voisins cultivateurs (qui ont vu beaucoup de citadins venir et repartir découragés), apprécient sa persévérance et lui viennent en aide en lui décrivant des techniques agricoles et de semailles. Cette entraide permet à la famille de vivre pendant quelques années en relative autarcie.
Ame et Yuki profitent beaucoup du nouvel environnement paisible de la montagne, mais Ame reste assez renfermé et il est très sensible ; il paraît beaucoup souffrir de l'image négative des loups dans la société humaine.
L'hiver, les enfants découvrent avec une grande joie la neige abondante. Avec leur mère, ils se lancent dans une course exaltée sur les pentes enneigées, mais la promenade manque de tourner à la tragédie lorsqu'Ame, qui s'est aventuré à l'écart sous sa forme de loup pour chasser un martin-pêcheur, tombe dans le torrent et manque de se noyer. Il est sauvé in extremis par Yuki. Le jeune garçon, loin d’être traumatisé, sort de l’incident avec un caractère plus affirmé.
Au printemps suivant, Yuki qui a maintenant six ans insiste pour aller à l’école et rencontrer d’autres enfants. Hana finit par accepter et lui apprend une comptine pour lui permettre de rester concentrée afin de ne pas se transformer étourdiment.
Intimidée le premier jour, la petite fille s’intègre rapidement et est appréciée par ses camarades. Peu après, lorsqu’elle s’aperçoit que ses goûts pour les reptiles ou les squelettes de petits animaux sont aux antipodes de ceux de ses amies qui aiment les fleurs et les bijoux, Yuki déprime et décide de davantage se rapprocher de sa nature humaine. Elle est aidée par sa mère qui lui coud une nouvelle robe.
De son côté, Ame pousse sa mère à visiter un organisme de préservation de la nature qui possède un loup en cage ; elle tente de parler à celui-ci pour savoir comment élever Ame, mais ils apprennent avec déception que l’animal est né dans un zoo en Russie. Hana décide de travailler pour le centre, afin d’apprendre sur la nature et de gagner un peu d’argent.
Lorsqu’il a à son tour six ans, Ame entre à l’école, mais avec beaucoup moins d’enthousiasme que Yuki. Il s'avère moins assidu et beaucoup plus intéressé par la réserve naturelle que par ses études et ses camarades de classe, avec lesquels il ne parvient pas à s’intégrer.
Plusieurs années passent.
Yuki a onze ans, et un nouvel élève, Sôhei, arrive dans sa classe. Il semble montrer de l’intérêt pour Yuki. Celle-ci est mortifiée lorsqu’il déclare « sentir une odeur de chien » près d'elle. Elle l’évite et ne veut ni se mettre près de lui, ni lui parler. Contrarié, Sôhei commence à la harceler et la poursuit dans la cour pour qu’elle lui explique les raisons de son inimitié. Il va jusqu'à la plaquer contre un mur. Paniquée et stressée, ne pouvant plus s'enfuir, Yuki se transforme partiellement et le griffe jusqu'au sang, à l'oreille, par légitime défense.
Déprimée par l’inefficacité de sa comptine d’enfance, parce que l’événement est venu aux oreilles des autres enfants et que Sôhei a déclaré devant le proviseur que c’était un loup - et non elle - qui était responsable de son agression, la jeune fille se renferme sur elle-même et ne va plus à l’école durant plusieurs jours. Loin d’être rebuté par l’incident, Sôhei dépose devant sa maison des polycopiés et des cadeaux, puis discute avec Hana. La mère cherche à comprendre ce que l'élève peut ressentir auprès des animaux sauvages, et la réponse est respectueuse, ce qui pousse Yuki à retourner étudier.
Ame a dix ans et va de moins en moins à l’école ; il passe ses journées à parcourir les montagnes alentour sous sa forme de loup et s’est rapproché du « Maître », un vieux renard qui lui fait découvrir les secrets des environs. Les relations entre le frère et la sœur se dégradent. Chacun ne semble ne pas comprendre la voie que l’autre suit. Le tout aboutit à une spectaculaire dispute durant laquelle ils se poursuivent dans la maison et se battent jusqu’au sang sous leur forme de loup devant leur mère impuissante ; mais Ame a désormais le dessus sur Yuki. La jeune fille va se réfugier en pleurant dans la salle de bain.
L’été suivant, des pluies torrentielles de mousson dévastent la région. Ame s’inquiète pour le Maître. La montagne subit aussi plusieurs glissements de terrain, ce qui est un danger pour la faune et la flore. Ame en parle à sa mère.
Terrorisée à l’idée que son fils de seulement dix ans parte ainsi dans la montagne, Hana l’implore de ne plus y retourner. Son fils accepte la requête de sa mère, par respect pour elle, comprenant qu'elle craint légitimement pour sa vie.
Un jour, pressentant un ouragan, Ame conseille en vain à Yuki de ne pas aller à l’école. En début d’après-midi, les parents sont appelés à venir chercher leurs enfants et Hana s’apprête à partir. Elle remarque que Ame, trop inquiet pour la montagne, a disparu de sa vue. Dévorée par l’inquiétude, Hana part à sa poursuite dans les sentiers boueux, sous la pluie. Elle finit par faire une chute qui la laisse à demi-inconsciente.
Pendant ce temps, au gymnase, alors que les derniers enfants ont été raccompagnés par les professeurs, Yuki et Sôhei se cachent pour rester dans les lieux. Poussée par Sôhei qui garde le courage bien que sa mère qui vient de se remarier soit tombée enceinte et le renie, Yuki lui révèle sa nature hybride et lui explique ce qui s'est réellement passé le jour où elle l'a griffé. Sôhei lui répond qu’il le savait et n’a jamais trahi son secret.
Hana est restée au sol dans la forêt jusqu’à la nuit tombante, désespérée de ne pas pouvoir protéger son fils qu’elle pense perdu et apeuré. Hana revoit en rêve l’Homme-loup qui lui déclare être toujours resté auprès d’elle et être fier de la manière dont elle a élevé leurs enfants. Il la rassure pour Ame, qui est déjà presque un adulte (en termes de loup).
Au petit matin, Ame la retrouve et la porte pour la ramener. Il dépose sa mère sur le parking avant de repartir vers la montagne. Hana reprend ses esprits et voit que son fils a maintenant la forme d’un loup adulte. Elle le supplie de rester, mais Ame file dans la montagne et monte jusqu’à un sommet. Alors que le soleil apparaît dans les cieux, il pousse un hurlement lupin qui résonne dans toute la montagne. Hana comprend que c’est ainsi qu’il est heureux. Elle retrouve le sourire et lui prodigue des paroles d’encouragement.
L’année suivante, Yuki part au collège dans un pensionnat. Ame vit dorénavant en loup, comme nouveau Maître des montagnes alentour. Hana a trouvé la sérénité, heureuse que ses enfants aient chacun trouvé leur voie.
Elle reste en contact écrit avec sa fille qui est restée dans le monde des humains et reste en contact avec son fils par l’entremise des hurlements que le vent lui apporte de la montagne.

## Personnages
Hana
C'est le personnage principal. Son nom signifie « Fleur » et lui a été donné car des fleurs sauvages ont fleuri dans le jardin de ses parents le jour de sa naissance. Au début du film, elle a 19 ans et étudie à Tokyo où elle travaille également à mi-temps pour payer ses études. Elle a perdu son père et c'est pour lui faire honneur qu'elle garde courage en toute circonstance. Lorsqu'elle tombe amoureuse de l'Homme loup, elle accepte sa particularité sans hésitation. À sa mort, elle lui promet en rêve de prendre soin des enfants. Dévouée et courageuse, Hana affronte les soucis et les difficultés de la vie avec une grande force de caractère. Son seul souhait est de pouvoir offrir à ses enfants la vie qu'ils souhaitent et elle se démènera pour y parvenir.
Yuki
Narratrice et premier enfant de Hana et de l'Homme loup, elle est née un jour de neige, d'où son nom. C'est une enfant pleine de joie de vivre, pétillant et active. Un peu garçon manquée, elle adore courir et se transformer en loup. Avide d'expérience, elle est toujours en quête de nouveautés. Ainsi, elle adore sa nouvelle maison à la campagne tout autant que l'école ou elle n'a aucun mal à se faire des amis. Mais à cause de l'une de ses transformations en louve particulièrement inopportune, elle se renferme sur elle-même et se met à avoir honte de sa particularité. Elle décide de renier son don. Elle a 12 ans à la fin de l'histoire.
Ame
Il est le cadet de Yuki, avec un an d'écart. Ame est un petit garçon fragile au tempérament calme et contemplatif. Très tôt conscient de sa différence, il est mal dans sa peau dès son enfance et a tendance à réclamer beaucoup d'attention de sa mère, qui va souvent le surprotéger. Ame ne veut pas être un loup, car « tout le monde les déteste et ils se font toujours tuer à la fin ». Il délaisse pourtant rapidement l'école où il ne s'intègre pas pour se ensuite tourner vers la montagne, où, progressivement, il trouve sa place de loup et d'homme.
L'Homme loup
Solitaire et mystérieux, il est différent des autres. Hana tombe éperdument amoureuse de lui. On ne sait pas grand chose de cet homme, si ce n'est qu'il a préféré vivre caché avec son secret jusqu'à sa rencontre avec Hana qui l'a accepté comme il l'était. On le devine tendre, doux et paternel. Hana ne se remettra jamais totalement de sa mort prématurée, survenue juste après la naissance de son fils. Son identification et son passé nous sont inconnus.
Sohei
Camarade de classe de Yuki arrivé en cours d'année. Indépendant et mature, Sohei blesse Yuki en lui affirmant qu'elle sent l'animal, bien que cela ne soit pas prononcé avec méchanceté. À cause de cette remarque, et ayant peur d'être découverte, Yuki perdra le contrôle d'elle-même et le blessera en raison du harcèlement dont il est l'auteur. C'est un personnage clé dans la vie de la petite fille et la recherche de son identité.
Le « Maître »
Un vieux renard qui prend Ame sous sa protection et lui enseigne les lois, les beautés, les secrets de la montagne. On comprend qu'il est un Esprit-Protecteur de la nature, peut être un esprit-renard. Sa mort qui est suggérée lorsqu'Ame semble percevoir un appel juste avant de quitter la maison semble coïncider avec l'aggravation de la tempête. Cette dernière ne prend fin que lorsque l'enfant-loup prend sa place comme nouveau gardien. C'est un personnage clé dans la vie du petit garçon et la recherche de son identité.

## Fiche technique

Logo japonais du film

- Titre français : Les Enfants loups, Ame et Yuki
- Titre original : おおかみこどもの雨と雪 (Ōkami kodomo no Ame to Yuki)
- Titre international : Wolf Children
- Réalisation : Mamoru Hosoda
- Scénario : Mamoru Hosoda et Satoko Okudera
- Musique : Takagi Masakatsu
- Direction artistique : Hiroshi Ohno
- Production : Seiji Okuda, Yuichiro Sato
- Sociétés de production : NTV, Studio Chizu, Madhouse, Kadokawa Shoten, VAP
- Société de distribution : Toho
- Pays de production :  Japon
- Langue originale : japonais
- Format : couleur
- Dates de sortie :
  - Japon : 21 juillet 2012
  - France : 25 juin 2012 (avant-première), 29 août 2012
  - Suisse : 31 octobre 2012
- Dates de sortie DVD et Blu-Ray :
  - Japon : 20 février 2013
  - France : 5 juin 2013

## Distribution
| Personnages         | Voix originale                                                                    | Voix française, |
| ------------------- | --------------------------------------------------------------------------------- | --- |
| Hana Youshouki      | Aoi Miyazaki                                                                      | Julie Jacovella |
| Yuki Otoko          | Haru Kuroki (grande) Momoka Ōno (petite)                                          | Maryne Bertieaux (grande) Cindy Lemineur (petite) |
| Ame Otoko           | Yukito Nishii (grand) Amon Kabe (petit)                                           | Hervé Grull (grand) Adeline Chetail (petit) |
| Ōkami Otoko         | Takao Ōsawa                                                                       | Damien Ferrette |
| Sōhei               | Takuma Iraoka                                                                     | Benjamin Pascal |
| Mère de Sōhei       | Megumi Hayashibara                                                                | Adeline Chetail |
| Hosokawa            | Tadashi Nakamura                                                                  | Gilbert Lévy |
| Voix additionnelles | Bunta Sugawara Kumiko Asō Mitsuki Tanimura Shōta Sometani Tamio Ōki Tomie Kataoka | Anne Broussard Christèle Billault Nathalie Bleynie Christophe Desmottes Éric Peter Gilbert Lévy Isabelle Volpe Jean Rieffel Jean-Baptiste Marcenac Joachim Salinger Lydia Cherton Mathieu Rivolier Pauline de Meurville Romain Altché |

## Production

### Bande originale
La musique originale des Enfants loups est composée par Takagi Masakatsu. La chanson du générique de fin est interprétée par Ann Sally sur des paroles écrites par Mamoru Hosoda. La bande originale du film est éditée au Japon par VAP sous deux formes : la bande originale complète et un single comprenant la chanson du générique de fin dans sa version chantée et dans sa version instrumentale. L'album est également disponible sur l'iTunes Store français.

## Accueil

### Accueil critique
À sa sortie en France, le 29 août 2012, le film reçoit un excellent accueil de la part de la critique. En août 2014, le site agrégateur de critiques Allociné conférait une note moyenne de 4,1 sur 5 au film, sur la base de 22 critiques parues dans la presse. Le film est d'ailleurs classé 22e dans la liste des meilleurs films de tous les temps selon les spectateurs sur AlloCiné.

### Box office
Le film est diffusé en avant-première mondiale à Paris le 25 juin 2012 à l'UGC Ciné Cité Les Halles en présence de Mamoru Hosoda et de la seiyuu Aoi Miyazaki.
Au Japon, le film sort en salles le 21 juillet 2012, exploité sur 381 copies. Il rapporte plus de 4,5 millions de dollars en première semaine, en cumule plus de 27 millions au bout d'un mois, et dépasse les 49 millions de dollars en huitième semaine.
En France, il sort en salles le 29 août 2012. Exploité au départ sur 49 copies (un nombre très restreint), il rassemble 36 672 entrées en première semaine. Le film a assez de succès pour voir augmenter son nombre de copies exploitées, qui atteint 110 début octobre (chiffre encore modeste mais doublé par rapport à la distribution de première semaine) ; toujours début octobre, le film dépasse les 100 000 entrées, ce qui constitue un bon score par rapport au nombre de copies exploitées. En dix semaines, le film dépasse les 150 000 entrées.
En octobre 2013, le film cumule plus de 200 000 entrées ce qui représente le plus beau succès du réalisateur sur le territoire français, et reste comme l'un des plus beaux succès du cinéma indépendant sur l'année 2012 avec une participation à la très sélective semaine Télérama.

## Distinctions

### Récompenses
- Festival Films from the South d'Oslo 2012 : miroir d'argent et prix du public[13]
- Prix Mainichi du meilleur film d'animation 2012

### Nominations et sélections
- Festival international du film de Seattle 2013 : sélection « Films4Families Competition »
- Festival international du film de Vancouver 2013

## Adaptations et produits dérivés
Le film a été adapté en un manga dessiné par Yū, publiée dans le magazine Young Ace entre avril 2012 et août 2013, et compilée en un total de trois tomes. Comme le film, la version française est éditée par Kazé. Le manga reçoit le prix du seinen de l'année 2013 par le site Manganews. Un roman est également sorti le 1er août 2012 ainsi qu'un artbook sorti le 25 août 2012.